# Lorne Nicolson
Pour les articles homonymes, voir Nicolson.
Lorne Nicolson (4 juillet 1936-26 février 2021) est un homme politique canadien de la Colombie-Britannique. Il est député provincial néo-démocrate de la circonscription britanno-colombienne de Nelson-Creston de 1972 à 1986.
Nicolson siège au cabinet du premier ministre Dave Barrett aux postes de ministre de l'Habitation de novembre 1973 à décembre 1975 et de ministre sans portefeuille mai à novembre 1973,.